# 2008年太平洋颱風季時間軸

## 1月
1月13日
- 9 a.m. UTC - 馬尼拉西南方發現一股熱帶低氣壓。

1月14日
- 3 a.m. UTC - 聯合颱風警報中心將熱帶低氣壓01W升格至熱帶風暴01W。。
- 9 p.m. UTC - 聯合颱風警報中心將熱帶風暴01W降格至熱帶低氣壓01W。

1月15日
- 9 a.m. UTC - 聯合颱風警報中心為熱帶低氣壓01W發出最後報告。

1月16日
- 3 a.m. UTC - 聯合颱風警報中心為熱帶低氣壓01W重新發出報告。
- 3 p.m. UTC - 聯合颱風警報中心為熱帶低氣壓01W發出最後報告。

## 2月
- 沒有任何熱帶氣旋形成於西北太平洋。

## 3月
- 沒有任何熱帶氣旋形成於西北太平洋。

## 4月
4月13日
- 9:45 p.m. UTC - 菲律賓大氣地理天文部門將99W.INVEST命名為熱帶低氣壓Ambo。

4月14日
- 3 a.m. UTC - 三寶顏北方發現一股熱帶低氣壓（即較早前菲律賓大氣地理天文部門命名的熱帶低氣壓Ambo）。
- 12 p.m. UTC - 聯合颱風警報中心將熱帶低氣壓02W升格至熱帶風暴02W。

4月15日
- 6 a.m. UTC - 日本氣象廳將熱帶風暴02W確認為熱帶風暴，並將它命名為浣熊。
- 9 a.m. UTC - 菲律賓大氣地理天文部門將熱帶低氣壓Ambo升格至熱帶風暴Ambo。

4月16日
- 12 a.m. UTC - 日本氣象廳將熱帶風暴浣熊升格為強烈熱帶風暴浣熊。
- 9 a.m. UTC - 聯合颱風警報中心將熱帶風暴02W升格至颱風02W。
- 12 p.m. UTC - 日本氣象廳將強烈熱帶風暴浣熊升格為颱風浣熊。

4月18日
- 2:30 p.m. UTC - 中國氣象局宣布颱風浣熊在文昌市登陸。（不獲日本氣象廳及聯合颱風警報中心承認）

4月19日
- 12 a.m. UTC - 日本氣象廳將颱風浣熊降格為強烈熱帶風暴浣熊。
- 3 a.m. UTC - 聯合颱風警報中心將颱風02W降格至熱帶風暴02W。
- 6 a.m. UTC - 日本氣象廳將強烈熱帶風暴浣熊降格為熱帶風暴浣熊。
- c. 9 a.m. UTC - 熱帶風暴浣熊在陽江登陸。
- 3 p.m. UTC - 聯合颱風警報中心為熱帶風暴02W發出最後報告。
- 6 p.m. UTC - 日本氣象廳將熱帶風暴浣熊降格為熱帶低氣壓浣熊。
- 6 p.m. UTC - 日本氣象廳為熱帶低氣壓浣熊發出最後報告。

## 5月
5月7日
- 3 a.m. UTC - 菲律賓大氣地理天文部門將94W.INVEST命名為熱帶低氣壓Butchoy。
- 9 a.m. UTC - 帛琉西方發現一股熱帶低氣壓（即較早前菲律賓大氣地理天文部門命名的熱帶低氣壓Butchoy）。
- 3 p.m. UTC - 菲律賓大氣地理天文部門將熱帶低氣壓Butchoy升格至熱帶風暴Butchoy。
- 6 p.m. UTC - 日本氣象廳將熱帶低氣壓03W升格為熱帶風暴，並將它命名為威馬遜。
- 9 p.m. UTC - 聯合颱風警報中心將熱帶低氣壓03W升格至熱帶風暴03W。

5月8日
- 6 p.m. UTC - 日本氣象廳將熱帶風暴威馬遜升格為強烈熱帶風暴威馬遜。

5月9日
- 3 a.m. UTC - 聯合颱風警報中心將熱帶風暴03W升格至颱風03W。
- 6 a.m. UTC - 日本氣象廳將強烈熱帶風暴威馬遜升格為颱風威馬遜。
- 3 p.m. UTC - 菲律賓大氣地理天文部門將熱帶風暴Butchoy升格至颱風Butchoy。

5月10日
- 9 a.m. UTC - 聯合颱風警報中心將颱風03W升格至超級颱風03W。

5月11日
- 9 a.m. UTC - 聯合颱風警報中心將超級颱風03W降格至颱風03W。

5月12日
- 6 p.m. UTC - 日本氣象廳將颱風威馬遜降格為強烈熱帶風暴威馬遜。
- 9 p.m. UTC - 聯合颱風警報中心將颱風03W降格至熱帶風暴03W。
- 9 p.m. UTC - 聯合颱風警報中心為熱帶風暴03W發出最後報告。

5月13日
- 6 a.m. UTC - 日本氣象廳將強烈熱帶風暴威馬遜降格為溫帶氣旋威馬遜。
- 6 a.m. UTC - 日本氣象廳為溫帶氣旋威馬遜發出最後報告。

5月14日
- 9 a.m. UTC - 馬尼拉東北方發現一股熱帶低氣壓。
- 9 a.m. UTC - 菲律賓大氣地理天文部門將95W.INVEST命名為熱帶低氣壓Cosme。

5月15日
- 12 p.m. UTC - 日本氣象廳將熱帶低氣壓04W升格為熱帶風暴，並將它命名為麥德姆。
- 3 p.m. UTC - 菲律賓大氣地理天文部門將熱帶風暴麥德姆命名為熱帶低氣壓Dindo。
- 3 p.m. UTC - 馬尼拉西南方發現一股熱帶低氣壓（即較早前菲律賓大氣地理天文部門命名的熱帶低氣壓Cosme）。
- 9 p.m. UTC - 聯合颱風警報中心將熱帶低氣壓04W升格至熱帶風暴04W。
- 9 p.m. UTC - 菲律賓大氣地理天文部門將熱帶低氣壓Cosme升格至熱帶風暴Cosme。
- 9 p.m. UTC - 菲律賓大氣地理天文部門將熱帶低氣壓Dindo升格至熱帶風暴Dindo。

5月16日
- 6 a.m. UTC - 日本氣象廳將熱帶低氣壓05W升格為熱帶風暴，並將它命名為夏浪。
- 6 a.m. UTC - 日本氣象廳將熱帶風暴麥德姆升格為強烈熱帶風暴麥德姆。（事後報告加註 [https://www.webcitation.org/5YcDYNf6v?url=http://twister.sbs.ohio-state.edu/text/station/RJTD/AXPQ20.RJTD%5D%EF%BC%89
- 9 a.m. UTC - 聯合颱風警報中心將熱帶低氣壓05W升格至熱帶風暴05W。
- 12 p.m. UTC - 日本氣象廳將強烈熱帶風暴麥德姆降格為熱帶風暴麥德姆。（事後報告加註）
- 9 a.m. UTC - 聯合颱風警報中心為熱帶風暴04W發出最後報告。

5月17日
- 12 a.m. UTC - 日本氣象廳將熱帶風暴夏浪升格為強烈熱帶風暴夏浪。
- 12 a.m. UTC - 日本氣象廳將熱帶風暴麥德姆降格為溫帶氣旋麥德姆。
- 12 a.m. UTC - 日本氣象廳為溫帶氣旋麥德姆發出最後報告。
- 9 a.m. UTC - 聯合颱風警報中心將熱帶風暴05W升格至颱風05W。
- c. 11 a.m. UTC - 強烈熱帶風暴夏浪在Pangasinan省登陸。
- c. 1 p.m. UTC - 強烈熱帶風暴夏浪在La Union省登陸。
- 9 p.m. UTC - 聯合颱風警報中心將颱風05W降格至熱帶風暴05W。

5月18日
- 12 a.m. UTC - 日本氣象廳將強烈熱帶風暴夏浪降格為熱帶風暴夏浪。
- 6 p.m. UTC - 日本氣象廳將熱帶風暴夏浪升格為強烈熱帶風暴夏浪。

5月19日
- 6 p.m. UTC - 日本氣象廳將強烈熱帶風暴夏浪降格為熱帶風暴夏浪。

5月20日
- 3 a.m. UTC - 聯合颱風警報中心為熱帶風暴05W發出最後報告。
- 12 p.m. UTC - 日本氣象廳將熱帶風暴夏浪降格為溫帶氣旋夏浪。
- 12 p.m. UTC - 日本氣象廳為溫帶氣旋夏浪發出最後報告。

5月27日
- 3 a.m. UTC - 雅蒲島北方發現一股熱帶低氣壓。
- 6 a.m. UTC - 日本氣象廳將熱帶低氣壓06W升格為熱帶風暴，並將它命名為娜基莉。
- 9 a.m. UTC - 聯合颱風警報中心將熱帶低氣壓06W升格至熱帶風暴06W。

5月28日
- 12 a.m. UTC - 日本氣象廳將熱帶風暴娜基莉升格為強烈熱帶風暴娜基莉。
- 3 p.m. UTC - 聯合颱風警報中心將熱帶風暴06W升格至颱風06W。
- 6 p.m. UTC - 日本氣象廳將強烈熱帶風暴娜基莉升格為颱風娜基莉。

5月29日
- 9 p.m. UTC - 菲律賓大氣地理天文部門將颱風娜基莉命名為颱風Enteng。

## 6月
6月2日
- 12 p.m. UTC - 日本氣象廳將颱風娜基莉降格為強烈熱帶風暴娜基莉。
- 9 p.m. UTC - 聯合颱風警報中心將颱風06W降格至熱帶風暴06W。

6月3日
- 3 a.m. UTC - 聯合颱風警報中心為熱帶風暴06W發出最後報告。
- 6 a.m. UTC - 日本氣象廳將強烈熱帶風暴娜基莉降格為溫帶氣旋娜基莉。
- 6 a.m. UTC - 日本氣象廳為溫帶氣旋娜基莉發出最後報告。

6月18日
- 9 a.m. UTC - 菲律賓大氣地理天文部門將94W.INVEST命名為熱帶低氣壓Frank。
- 3 p.m. UTC - 帛琉西北方發現一股熱帶低氣壓（即較早前菲律賓大氣地理天文部門命名的熱帶低氣壓Frank）。
- 9 p.m. UTC - 聯合颱風警報中心將熱帶低氣壓07W升格至熱帶風暴07W。

6月19日
- 12 a.m. UTC - 日本氣象廳將熱帶低氣壓07W升格為熱帶風暴，並將它命名為風神。
- 3 a.m. UTC - 菲律賓大氣地理天文部門將熱帶低氣壓Frank升格至熱帶風暴Frank。
- 12 p.m. UTC - 日本氣象廳將熱帶風暴風神升格為強烈熱帶風暴風神。
- 6 p.m. UTC - 日本氣象廳將強烈熱帶風暴風神升格為颱風風神。
- 9 p.m. UTC - 聯合颱風警報中心將熱帶風暴07W升格至颱風07W。

6月20日
- 3 a.m. UTC - 菲律賓大氣地理天文部門將熱帶風暴Frank升格至颱風Frank。
- c. 6 a.m. UTC - 颱風風神在薩馬島登陸。
- c. 12 p.m. UTC - 颱風風神在馬斯巴特島登陸。

6月21日
- c. 9 a.m. UTC - 颱風風神在Tablas島登陸。
- c. 3 p.m. UTC - 颱風風神在馬林杜克島登陸。
- c. 6 p.m. UTC - 颱風風神在奎松省登陸。

6月22日
- c. 3 a.m. UTC - 颱風風神在布拉乾省登陸。

6月23日
- 12 a.m. UTC - 日本氣象廳將颱風風神降格為強烈熱帶風暴風神。
- 3 a.m. UTC - 聯合颱風警報中心將颱風07W降格至熱帶風暴07W。
- 3 a.m. UTC - 菲律賓大氣地理天文部門將颱風Frank降格至熱帶風暴Frank。

6月24日
- c. 9 p.m. UTC - 強烈熱帶風暴風神在香港登陸。

6月25日
- 12 a.m. UTC - 日本氣象廳將強烈熱帶風暴風神降格為熱帶風暴風神。
- 3 p.m. UTC - 聯合颱風警報中心將熱帶風暴07W降格至熱帶低氣壓07W。
- 3 p.m. UTC - 聯合颱風警報中心為熱帶低氣壓07W發出最後報告。
- 6 p.m. UTC - 日本氣象廳將熱帶風暴風神降格為熱帶低氣壓風神。
- 6 p.m. UTC - 日本氣象廳為熱帶低氣壓風神發出最後報告。

## 7月
7月4日
- 3:30 a.m. UTC - 菲律賓大氣地理天文部門將98W.INVEST命名為熱帶低氣壓Gener。

7月13日
- 9 p.m. UTC - 菲律賓大氣地理天文部門將93W.INVEST命名為熱帶低氣壓Helen。

7月14日
- 9 a.m. UTC - 台北東南方發現一股熱帶低氣壓（即較早前菲律賓大氣地理天文部門命名的熱帶低氣壓Helen）。
- 9 a.m. UTC - 菲律賓大氣地理天文部門將熱帶低氣壓Helen升格至熱帶風暴Helen。

7月15日
- 3 a.m. UTC - 聯合颱風警報中心將熱帶低氣壓08W升格至熱帶風暴08W。
- 6 a.m. UTC - 日本氣象廳將熱帶風暴08W確認為熱帶風暴，並將它命名為海鷗。
- 9 a.m. UTC - 聯合颱風警報中心將熱帶風暴08W降格至熱帶低氣壓08W。
- 3 p.m. UTC - 聯合颱風警報中心將熱帶低氣壓08W升格至熱帶風暴08W。

7月16日
- 6 a.m. UTC - 日本氣象廳將熱帶風暴海鷗升格為強烈熱帶風暴海鷗。

7月17日
- 12 a.m. UTC - 日本氣象廳將強烈熱帶風暴海鷗升格為颱風海鷗。
- 3 a.m. UTC - 聯合颱風警報中心將熱帶風暴08W升格至颱風08W。
- 9 a.m. UTC - 菲律賓大氣地理天文部門將熱帶風暴Helen升格至颱風Helen。
- c. 3 p.m. UTC - 颱風海鷗在宜蘭縣登陸。
- 9 p.m. UTC - 日本氣象廳將颱風海鷗降格為強烈熱帶風暴海鷗。

7月18日
- 3 a.m. UTC - 聯合颱風警報中心將颱風08W降格至熱帶風暴08W。
- 6 a.m. UTC - 日本氣象廳將強烈熱帶風暴海鷗降格為熱帶風暴海鷗。
- c. 12 p.m. UTC - 熱帶風暴海鷗在福建省登陸。
- 9 p.m. UTC - 聯合颱風警報中心為熱帶風暴08W發出最後報告。

7月19日
- c. 6 a.m. UTC - 熱帶風暴海鷗在浙江省登陸。
- c. 3 p.m. UTC - 熱帶風暴海鷗在江蘇省登陸。

7月20日
- c. 3 p.m. UTC - 熱帶風暴海鷗在黃海南道登陸。
- 6 p.m. UTC - 日本氣象廳將熱帶風暴海鷗降格為溫帶氣旋海鷗。
- 6 a.m. UTC - 日本氣象廳為溫帶氣旋海鷗發出最後報告。

7月24日
- 3:30 a.m. UTC - 菲律賓大氣地理天文部門將97W.INVEST命名為熱帶低氣壓Igme。
- 3 p.m. UTC - 那霸東南方發現一股熱帶低氣壓（即較早前菲律賓大氣地理天文部門命名的熱帶低氣壓Igme）。
- 3 p.m. UTC - 菲律賓大氣地理天文部門將熱帶低氣壓Igme升格至熱帶風暴Igme。

7月25日
- 3 a.m. UTC - 聯合颱風警報中心將熱帶低氣壓09W升格至熱帶風暴09W。
- 6 a.m. UTC - 日本氣象廳將熱帶風暴09W確認為熱帶風暴，並將它命名為鳳凰。

7月26日
- 12 a.m. UTC - 日本氣象廳將熱帶風暴鳳凰升格為強烈熱帶風暴鳳凰。
- 3 p.m. UTC - 聯合颱風警報中心將熱帶風暴09W升格至颱風09W。
- 3 p.m. UTC - 菲律賓大氣地理天文部門將熱帶風暴Igme升格至颱風Igme。

7月27日
- 12 a.m. UTC - 日本氣象廳將強烈熱帶風暴鳳凰升格為颱風鳳凰。

7月28日
- c. 12 a.m. UTC - 颱風鳳凰在台東縣登陸。
- 6 a.m. UTC - 日本氣象廳將颱風鳳凰降格為強烈熱帶風暴鳳凰。
- c. 3 p.m. UTC - 強烈熱帶風暴鳳凰在福建省登陸。
- 3 p.m. UTC - 聯合颱風警報中心將颱風09W降格至熱帶風暴09W。
- 9 p.m. UTC - 聯合颱風警報中心為熱帶風暴09W發出最後報告。

7月29日
- 12 a.m. UTC - 日本氣象廳將強烈熱帶風暴鳳凰降格為熱帶風暴鳳凰。
- 12 p.m. UTC - 日本氣象廳將熱帶風暴鳳凰降格為熱帶低氣壓鳳凰。
- 12 p.m. UTC - 日本氣象廳為熱帶低氣壓鳳凰發出最後報告。

## 8月
8月3日
- 3 p.m. UTC - 菲律賓大氣地理天文部門將90W.INVEST命名為熱帶低氣壓Julian。

8月4日
- 3 a.m. UTC - 香港東南方發現一股熱帶低氣壓（即較早前菲律賓大氣地理天文部門命名的熱帶低氣壓Julian）。
- 3 a.m. UTC - 菲律賓大氣地理天文部門將熱帶低氣壓Julian升格至熱帶風暴Julian。
- 3 p.m. UTC - 聯合颱風警報中心將熱帶低氣壓10W升格至熱帶風暴10W。

8月5日
- 6 a.m. UTC - 日本氣象廳將熱帶風暴10W確認為熱帶風暴，並將它命名為北冕。

8月6日
- 12 a.m. UTC - 日本氣象廳將熱帶風暴北冕升格為強烈熱帶風暴北冕。
- c. 6 a.m. UTC - 強烈熱帶風暴北冕在上川島登陸。
- c. 6 a.m. UTC - 強烈熱帶風暴北冕在下川島登陸。
- c. 9 a.m. UTC - 強烈熱帶風暴北冕在陽江市登陸。
- c. 9 a.m. UTC - 強烈熱帶風暴北冕第二次在陽江市登陸。
- c. 9 a.m. UTC - 強烈熱帶風暴北冕第三次在陽江市登陸。
- 12 p.m. UTC - 日本氣象廳將強烈熱帶風暴北冕降格為熱帶風暴北冕。
- 9 p.m. UTC - 聯合颱風警報中心為熱帶風暴10W發出最後報告。

8月7日
- c. 9 a.m. UTC - 熱帶風暴北冕在防城港市登陸。
- 6 p.m. UTC - 日本氣象廳將熱帶風暴北冕降格為熱帶低氣壓北冕。
- 6 p.m. UTC - 日本氣象廳為熱帶低氣壓北冕發出最後報告。

8月10日
- 6 a.m. UTC - 日本氣象廳將95W.INVEST升格為熱帶風暴，並將它命名為巴蓬。

8月11日
- 6 a.m. UTC - 日本氣象廳將熱帶風暴巴蓬降格為溫帶氣旋巴蓬。
- 6 a.m. UTC - 日本氣象廳為溫帶氣旋巴蓬發出最後報告。

8月13日
- 3 a.m. UTC - 那霸北方發現一股熱帶低氣壓。

8月14日
- 3 p.m. UTC - 聯合颱風警報中心為熱帶低氣壓11W發出最後報告。
- 9 p.m. UTC - 東京西南方發現一股熱帶低氣壓。

8月15日
- 3 a.m. UTC - 聯合颱風警報中心將熱帶低氣壓12W升格至熱帶風暴12W。
- 6 a.m. UTC - 日本氣象廳將熱帶風暴12W確認為熱帶風暴，並將它命名為黃蜂。

8月16日
- 9 p.m. UTC - 聯合颱風警報中心為熱帶風暴12W發出最後報告。

8月17日
- 3 a.m. UTC - 關島西北方發現一股熱帶低氣壓。
- 6 a.m. UTC - 日本氣象廳將熱帶風暴黃蜂降格為溫帶氣旋黃蜂。
- 6 a.m. UTC - 日本氣象廳為溫帶氣旋黃蜂發出最後報告。
- 3 p.m. UTC - 聯合颱風警報中心將熱帶低氣壓13W升格至熱帶風暴13W。
- 3 p.m. UTC - 菲律賓大氣地理天文部門將熱帶風暴13W命名為熱帶低氣壓Karen。
- 9 p.m. UTC - 菲律賓大氣地理天文部門將熱帶低氣壓Karen升格至熱帶風暴Karen。

8月18日
- 12 a.m. UTC - 日本氣象廳將熱帶風暴13W確認為熱帶風暴，並將它命名為鸚鵡。
- 12 p.m. UTC - 日本氣象廳將熱帶風暴鸚鵡升格為強烈熱帶風暴鸚鵡。
- 3 p.m. UTC - 聯合颱風警報中心將熱帶風暴13W升格至颱風13W。
- 6 p.m. UTC - 日本氣象廳將強烈熱帶風暴鸚鵡升格為颱風鸚鵡。
- 9 p.m. UTC - 菲律賓大氣地理天文部門將熱帶風暴Karen升格至颱風Karen。

8月21日
- 6 p.m. UTC - 日本氣象廳將颱風鸚鵡降格為強烈熱帶風暴鸚鵡。
- 9 p.m. UTC - 聯合颱風警報中心將颱風13W降格至熱帶風暴13W。

8月22日
- c. 12 p.m. UTC - 強烈熱帶風暴鸚鵡在香港登陸。
- 12 p.m. UTC - 日本氣象廳將強烈熱帶風暴鸚鵡降格為熱帶風暴鸚鵡。
- 9 p.m. UTC - 聯合颱風警報中心為熱帶風暴13W發出最後報告。

8月23日
- 12 a.m. UTC - 日本氣象廳將熱帶風暴鸚鵡降格為熱帶低氣壓鸚鵡。
- 12 a.m. UTC - 日本氣象廳為熱帶低氣壓鸚鵡發出最後報告。

8月25日
- 9 a.m. UTC - 菲律賓大氣地理天文部門將98W.INVEST命名為熱帶低氣壓Lawin。

8月26日
- 3 p.m. UTC - 馬尼拉東北方發現一股熱帶低氣壓（即較早前菲律賓大氣地理天文部門命名的熱帶低氣壓Lawin）。

8月27日
- 3 a.m. UTC - 聯合颱風警報中心將熱帶低氣壓14W升格至熱帶風暴14W。
- 9 a.m. UTC - 聯合颱風警報中心將熱帶風暴14W降格至熱帶低氣壓14W。

8月28日
- 3 a.m. UTC - 聯合颱風警報中心為熱帶低氣壓14W發出最後報告。
- 9 a.m. UTC - 菲律賓大氣地理天文部門將熱帶低氣壓Lawin降格至低壓區Lawin。

## 9月
9月8日
- 3 a.m. UTC - 菲律賓大氣地理天文部門將95W.INVEST命名為熱帶低氣壓Marce。
- 9 a.m. UTC - 菲律賓大氣地理天文部門將熱帶低氣壓Marce升格至熱帶風暴Marce。
- 3 p.m. UTC - 馬尼拉東北方發現一股熱帶低氣壓（即較早前菲律賓大氣地理天文部門命名的熱帶風暴Marce）。
- 6 p.m. UTC - 日本氣象廳將熱帶低氣壓15W升格為熱帶風暴，並將它命名為森垃克。
- 9 p.m. UTC - 聯合颱風警報中心將熱帶低氣壓15W升格至熱帶風暴15W。

9月9日
- 6 a.m. UTC - 日本氣象廳將熱帶風暴森垃克升格為強烈熱帶風暴森垃克。
- 3 p.m. UTC - 聯合颱風警報中心將熱帶風暴15W升格至颱風15W。
- 6 p.m. UTC - 日本氣象廳將強烈熱帶風暴森垃克升格為颱風森垃克。
- 9 p.m. UTC - 菲律賓大氣地理天文部門將熱帶風暴Marce升格至颱風Marce。

9月10日
- 3 a.m. UTC - 熱帶風暴16W在東京東南方形成。
- 3 p.m. UTC - 聯合颱風警報中心將熱帶風暴16W降格至熱帶低氣壓16W。
- 9 p.m. UTC - 聯合颱風警報中心將熱帶低氣壓16W升格至熱帶風暴16W。

9月11日
- 9 a.m. UTC - 聯合颱風警報中心將熱帶風暴16W降格至熱帶低氣壓16W。
- 9 p.m. UTC - 聯合颱風警報中心為熱帶低氣壓16W發出最後報告。

9月13日
- c. 6 p.m. UTC - 颱風森垃克在宜蘭縣登陸。

9月14日
- 3 a.m. UTC - 東京東方發現一股熱帶低氣壓。
- 3 a.m. UTC - 聯合颱風警報中心為熱帶低氣壓17W發出最後報告。
- 3 a.m. UTC - 日本氣象廳將颱風森垃克降格為強烈熱帶風暴森垃克。

9月15日
- 9 p.m. UTC - 聯合颱風警報中心將颱風15W降格至熱帶風暴15W。

9月16日
- 12 a.m. UTC - 日本氣象廳將強烈熱帶風暴森垃克降格為熱帶風暴森垃克。

9月17日
- 12 p.m. UTC - 日本氣象廳將熱帶風暴森垃克升格為強烈熱帶風暴森垃克。

9月18日
- 3 a.m. UTC - 聯合颱風警報中心將熱帶風暴15W升格至颱風15W。
- c. 6 a.m. UTC - 強烈熱帶風暴森垃克在屋久島登陸。
- 9 a.m. UTC - 聯合颱風警報中心將颱風15W降格至熱帶風暴15W。
- c. 9 a.m. UTC - 強烈熱帶風暴森垃克在種子島登陸。
- 9 p.m. UTC - 關島西北方發現一股熱帶低氣壓。

9月19日
- 3 a.m. UTC - 聯合颱風警報中心將熱帶風暴15W升格至颱風15W。
- 3 a.m. UTC - 菲律賓大氣地理天文部門將熱帶低氣壓18W命名為熱帶低氣壓Nina。
- 9 a.m. UTC - 聯合颱風警報中心將熱帶低氣壓18W升格至熱帶風暴18W。
- 12 p.m. UTC - 日本氣象廳將熱帶風暴18W確認為熱帶風暴，並將它命名為黑格比。
- 3 p.m. UTC - 聯合颱風警報中心將颱風15W降格至熱帶風暴15W。
- 3 p.m. UTC - 菲律賓大氣地理天文部門將熱帶低氣壓Nina升格至熱帶風暴Nina。

9月20日
- 12 a.m. UTC - 日本氣象廳將熱帶風暴黑格比升格為強烈熱帶風暴黑格比。
- 3 a.m. UTC - 聯合颱風警報中心為熱帶風暴15W發出最後報告。
- 12 p.m. UTC - 日本氣象廳將強烈熱帶風暴黑格比升格為颱風黑格比。
- 3 p.m. UTC -  聯合颱風警報中心將熱帶風暴18W升格至颱風18W。
- 6 p.m. UTC - 日本氣象廳將強烈熱帶風暴森垃克降格為熱帶風暴森垃克。
- 9 p.m. UTC - 菲律賓大氣地理天文部門將熱帶風暴Nina升格至颱風Nina。

9月21日
- 12 a.m. UTC - 日本氣象廳將熱帶風暴森垃克降格為溫帶氣旋森垃克。
- 12 a.m. UTC - 日本氣象廳為溫帶氣旋森垃克發出最後報告。

9月23日
- 10:15 p.m. UTC - 中國氣象局宣布颱風黑格比在廣東省電白縣陳村鎮沿海登陸，登陸時中心最大風力有15級（48米／秒）。（未獲日本氣象廳及聯合颱風警報中心承認）

9月28日
- 6 a.m. UTC - 海南島西南方發現一股熱帶低氣壓。
- 7 p.m. UTC - 聯合颱風警報中心將Tropical Cyclone Formation Alert WTPN21定為熱帶風暴。

9月29日
- 8 a.m. UTC - 日本氣象廳將熱帶風暴20W改名為米克拉。

9月30日
- 8 a.m. UTC - 日本氣象廳將熱帶低氣壓21W改名為海高斯。
- 3 p.m. UTC - 日本氣象廳將熱帶低氣壓海高斯 升格為 熱帶風暴海高斯。